# Синдром Хельсмуртел-ван дер Аа
Синдром Хельсмуртел-ван дер Аа (ADNP-синдром) — редкое расстройство нервно-психического развития, при котором у пациентов отмечается умственная отсталость, признаки расстройств аутистического спектра, деформация черт лица (дисморфизм), мышечная гипотония, врожденные заболевания сердца, нарушения зрения, нарушения работы желудочно-кишечного тракта.

## Этиология
Заболевание вызывается мутациями гена ADNP, кодирующего белок под названием «активность-зависимый нейропторекторный гомеобоксный белок».

## История
Ген ADNP был впервые клонирован в 1998 году, а синдром, вызываемый мутациями гена, был впервые описан группой ученых (Helsmoortel et al.) в 2014 году.

## Альтернативные названия
- Аутосомно-доминантная умственная отсталость 28 (старое название)